# THE 恋愛シミュレーション2 〜ふれあい〜
『THE 恋愛シミュレーション2 〜ふれあい〜』（ザ・れんあいシミュレーションツー ふれあい）は、ディースリー・パブリッシャーより2001年8月30日にPlayStation向けで発売されたSIMPLE1500シリーズ第71作目のゲームソフト。

## 概要
元は同人サークル・ライナーSYSTEMの同人ゲームとして頒布される予定だったが、様々な経緯の後にSIMPLEシリーズで発売されることとなった。『ファーストKiss☆物語』のメインスタッフの一人である小澤武彦が制作に関わっており、パッケージにもそのことが記されている。
2002年9月26日にドリームキャスト版がSIMPLE2000DCシリーズで発売された。2010年6月23日にゲームアーカイブスから配信された。

## あらすじ
学生が夏休みに入った7月の末期、大学受験に失敗し浪人生活を送っていた青年・矢萩俊平は、姉のなつみに呼び出される。なつみと会った俊平は、なつみが経営する予備校で夏期講習のアシスタントとしてアルバイトすることを強引に命じられてしまう。
アルバイトを機に俊平は新しい出会いをいくつも迎えるほか、周囲の人物との関係も発展していくことになる。8月も終わりに近づいたある日、俊平を公園に呼び出すのはいったい誰なのか?

## 登場人物
矢萩 俊平（やはぎ しゅんぺい）
声 - なし
誕生日：7月24日 年齢：19歳 血液型：O型 趣味：特にない
主人公。性格にややルーズな部分も見られるが、基本的には普通の気立てのいい好青年。
風邪をひいてしまったことが原因で大学受験に失敗し、浪人生となってしまう。一人暮らしに憧れていたため、大学受験を機に現在は家族と離れ暮らしている。
姉のなつみに呼び出され、夏期講習のバイトをさせられることになってしまった。
矢萩 美幸（やはぎ みゆき）
声 - 葉崎みなと
誕生日：3月6日 年齢：17歳 血液型：B型 趣味：俊平ちゃんの世話
外交的な性格の俊平の義理の妹。両親他界後、兄と共に親戚の家を転々としていたが、兄の結婚を機に矢萩家の養子になった。
俊平の世話をすることが大好きで、朝に来て俊平を起こし朝食を作って一緒に食べたり、夕方に来て俊平に夕飯を置いていくといった家事ことが日常的になっている。
俊平が予備校でアルバイトをする話を聞き、予備校の講習を受け始める。
椎名 愛思（しいな あいし）
声 - 大島尚子
誕生日：7月18日 年齢：18歳 血液型：A型 趣味：アクセサリー作り
バイト初日、遅刻寸前になっていた俊平が偶然出会った高校生。礼儀正しい模範的な態度が特徴で、清楚さが漂う。痩せた体格とストレートな髪形が、どことなく令嬢のように見受けられる高校3年生。
俊平とは相通する点があり、自由な大人になりたがっている。夜に自作のアクセサリーを売り出している。
橋本 千絵（はしもと ちえ）
声 - 木村麻里
誕生日：4月18日 年齢：20歳 血液型：AB型 趣味：部屋の模様替え
三つ編みとメガネが特徴の大学2年生。俊平の予備校でのアルバイトで、同僚として同じ教室を担当することになる。おっとりとしていて天然ボケな性格。
勉強漬けの学生生活を送ったため学問については並み外れた知識を持ち、予備校の生徒たちにはかなり頼りにされているが、代わりに芸能・娯楽などの知識には極めて乏しい。
俊平とはわずかながら元々面識があるが、俊平のほうはそのことに気付いていない。
寿 まつの（ことぶき まつの）
声 - カンザキカナリ
誕生日：11月23日 年齢：14歳 血液型：O型 趣味：特にない
とある事情で予備校に通っている中学生。中学生とは思えぬ大人びた言動や行動をとり、年上である俊平にもぞんざいな口をきく。
一方で、相手によっては子供っぽい甘えた言動や行動をとることも。年上の友達を捜している。
香坂 遊穂（こうさか ゆほ）
声 - 藤原鞠菜
誕生日：10月7日 年齢：16歳 血液型：B型 趣味：少女マンガを読むこと
俊平の中学・高校時代の後輩で、俊平とは彼の所属するバスケットボール部のマネージャーをやったことをきっかけに知り合った。
年齢以上に無邪気かつ幼い性格で、自身の欲求に逆らわない行動ばかり取るため俊平を度々困らせている。少女漫画とシュークリームが大好き。
俊平に夏休み中遊びに連れていく約束をしてもらっていたが、俊平のアルバイトによりそれが叶わなくなったため、俊平のアルバイト先である予備校で講習を受けることにする。
矢萩 なつみ（やはぎ なつみ）
声 - 友永朱音
誕生日：9月8日 年齢：28歳 血液型：O型 趣味：編み物・弟イジメ
俊平の実姉で、美幸の義理の姉でもある。美幸の兄と結婚しており彼と美幸と息子の千歳とともに暮らしている。予備校の講師と経営も行っており、俊平を強引に夏期講習のアルバイトに雇った。
俊平に対しては強気な態度を崩さず時には鉄拳制裁も喰らわせており、俊平は常に頭が上がらない。
芹沢 麻弥（せりざわ まや）
声 - 静木亜美
誕生日：10月7日 年齢：16歳 血液型：A型 趣味：音楽鑑賞
遊穂の友人。しっかり者で礼儀正しいが猫が苦手で一目見るなり気絶してしまうことも。
桜井 翠（さくらい みどり）
声 - 藤田夏海
誕生日：6月7日 年齢：15歳 血液型：A型 趣味：読書
気弱で大人しい性格のまつのの同級生。
相原 優気（あいはら ゆうき）
声 - 片霧烈火
誕生日：5月11日 年齢：11歳 趣味：ローラーブレード
隠れキャラクター。とある条件を満たすと攻略できるようになる。

## ゲーム未登場のキャラクター
本作は製作当初下記の3人のキャラも登場予定で起用声優も決定していたが最終的にはカットされた。
杉崎忍
声 - 綾川りの
俊平の住むマンションの隣の部屋に住んでいる熱血新聞記者。
宮本裕美
四角いレンズのメガネとツインテールが特徴の活発な性格の女子高生。
麻宮きらり
素性不明の謎のアイドル。容姿が裕美に似ている。

## スタッフ
- 原画 - 稲垣みいこ
- 企画・シナリオ - 小澤武彦
- プログラム - 中本進一
- 音楽 - 奥村弥生